# Chartreuse (gorje)
Planinski masiv Chartreuse (francuski: massif de la Chartreuse [masif d (ə) la ʃaʁtʁøz]) je planinski lanac u 
jugoistočnoj Francuskoj, koji se proteže od grada Grenoble na jugu do Bourgetskog jezera na sjeveru. 
Dio su francuskih Predalpa koji se nastavljaju kao Bauges na sjeveru i Vercors na jugu. Jedan od većih gradova u planinama Chartreuse je Voiron (departman Isère).

## Etimologija
Naziv Chartreuse potječe od sela koje je danas poznato kao Saint-Pierre-de-Chartreuse, ranije Catorissium, Cantourisa, Caturissium i Chatrousse. Vjerojatno je da je galijskog podrijetla i postoji mogućnost da je povezano s imenom plemena Caturiges.

## Kartuzijanci
Monaški kartuzijanski red je dobio ime po ovim planinama, gdje je 1084. Sveti Bruno osnovao prvi pustinjački samostan koji je danas matična kuća kartuzijanskog reda poznata kao Velika Kartuzija. Također je po nazivu planinskog lanca izveden i naziv likera, eliksira dugog života, Chartreusea kojega redovnici proizvode od 1737.